# Motores Cosworth na Fórmula 1

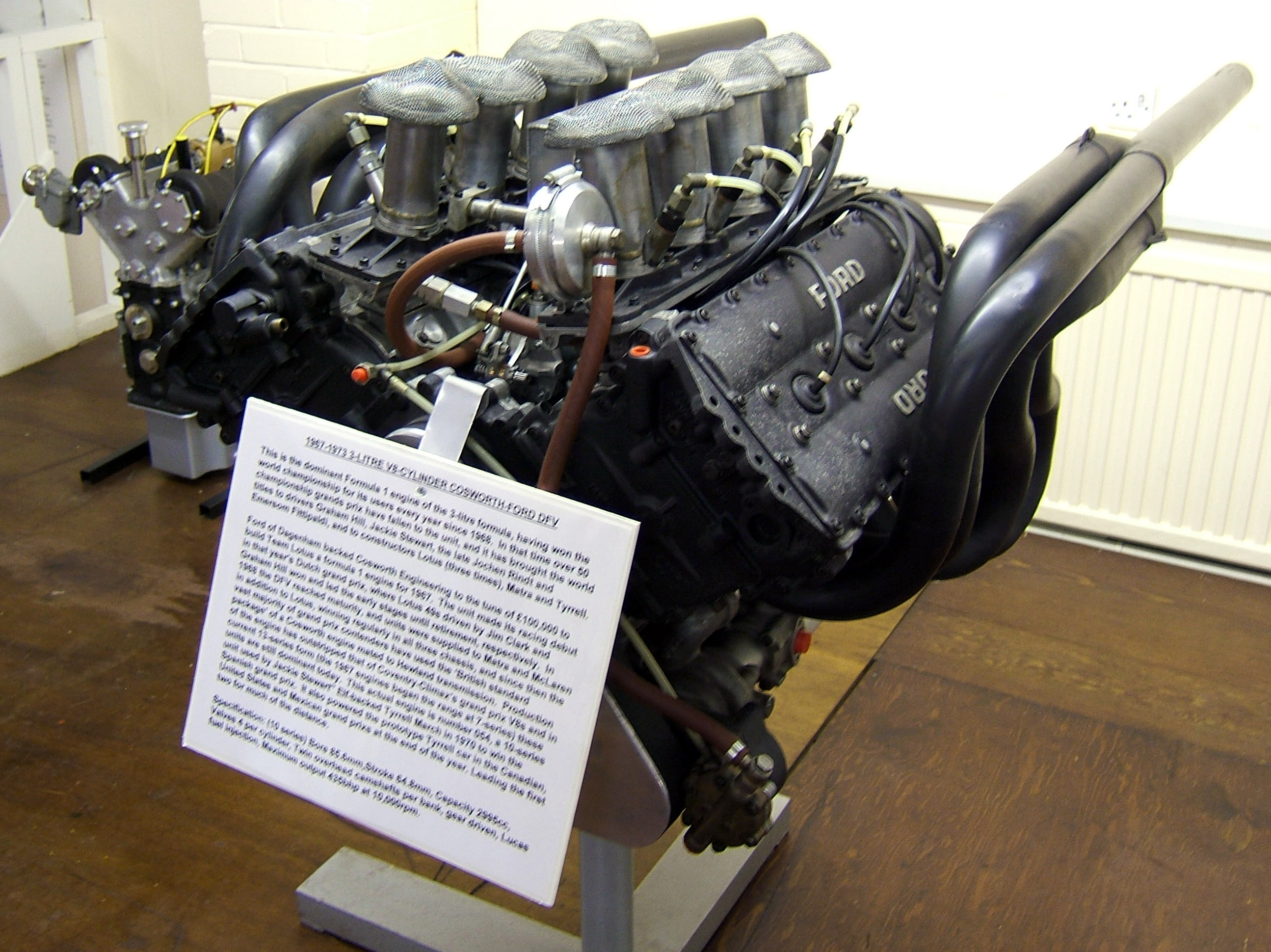
O Motor Ford Cosworth DFV 3.0 V8.

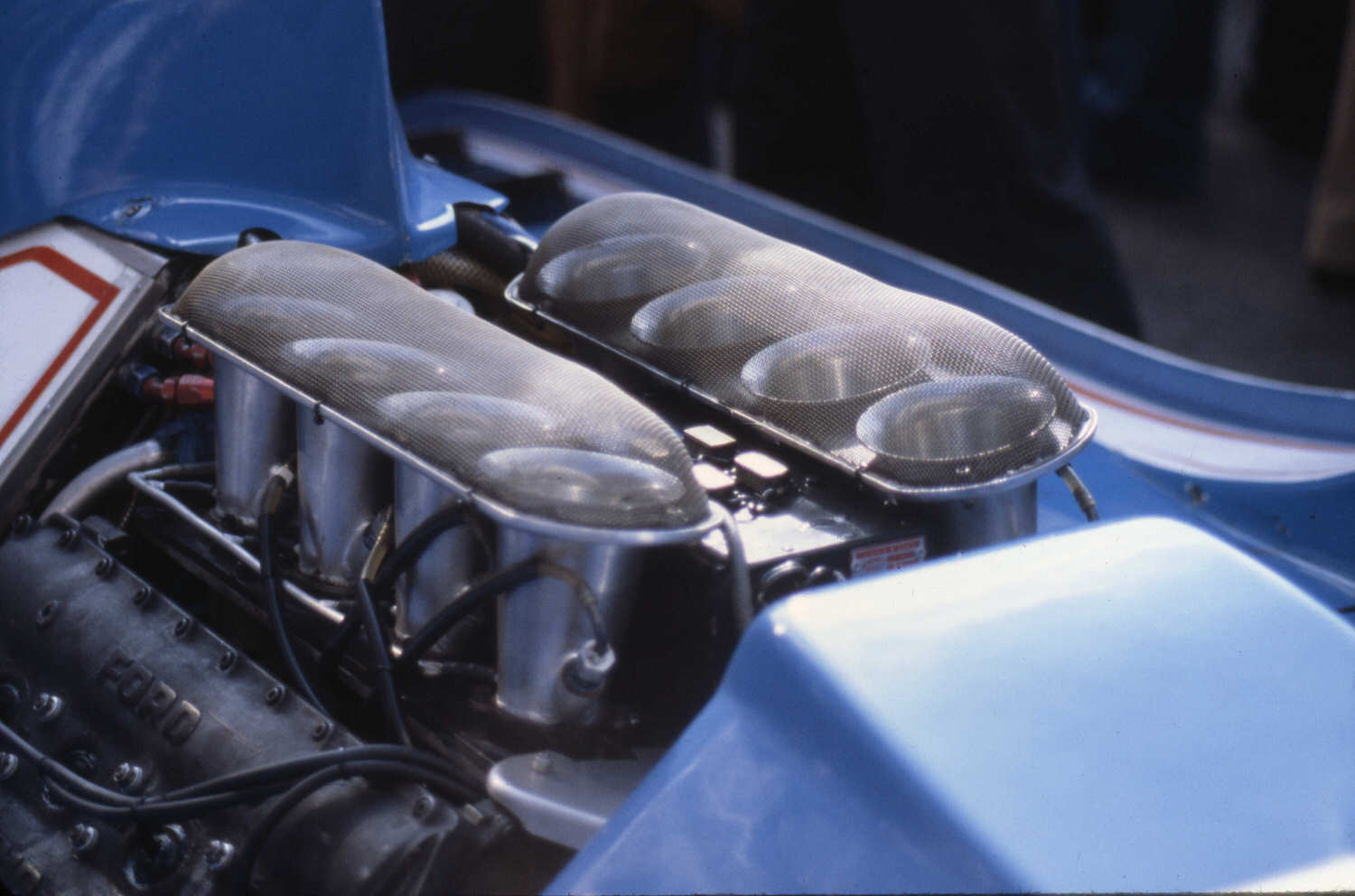
O Ford Cosworth DFV do Ligier JS11.

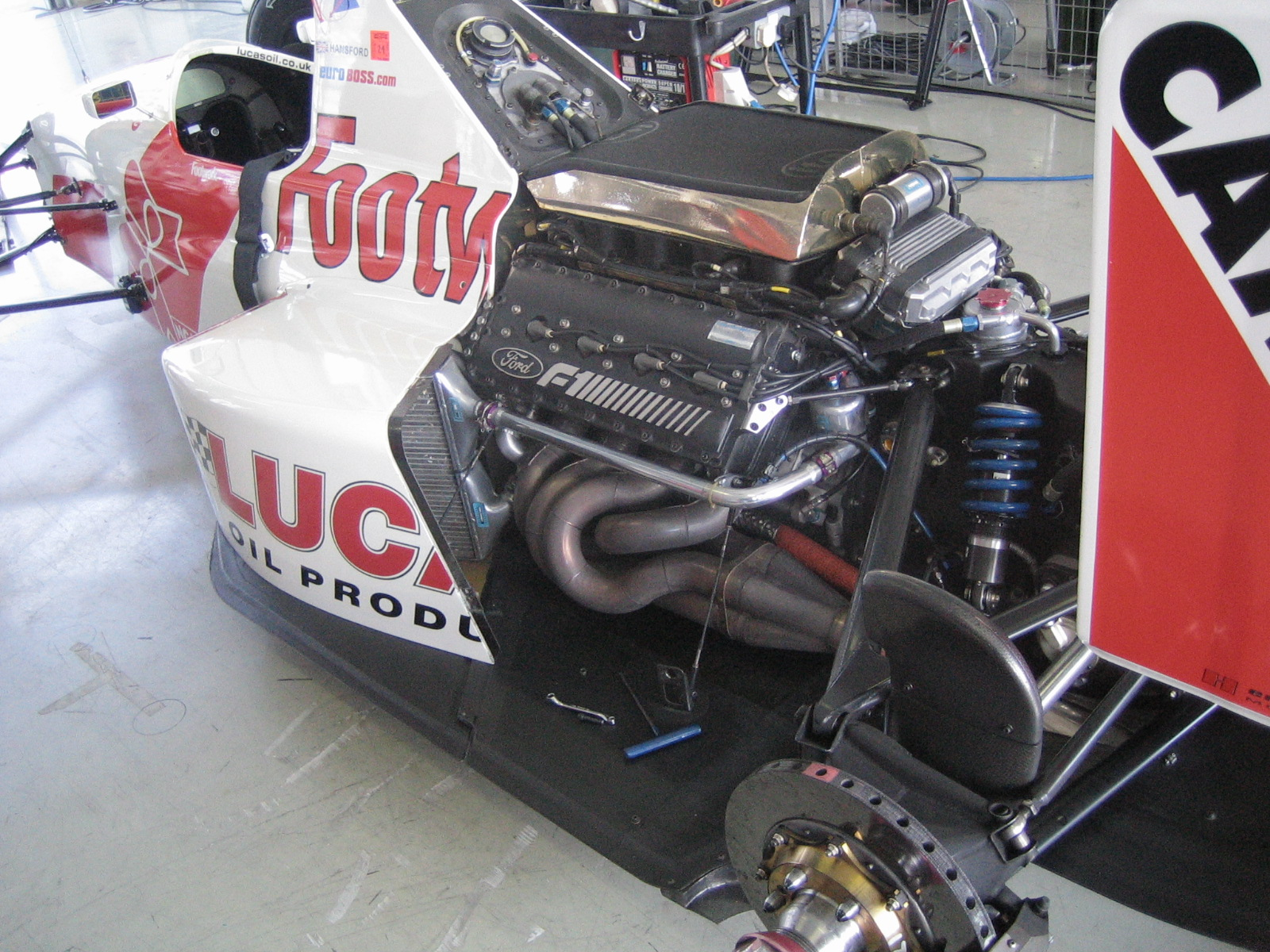
O motor Ford Cosworth DFR 3.5 V8 num Arrows A11B da temporada de (.

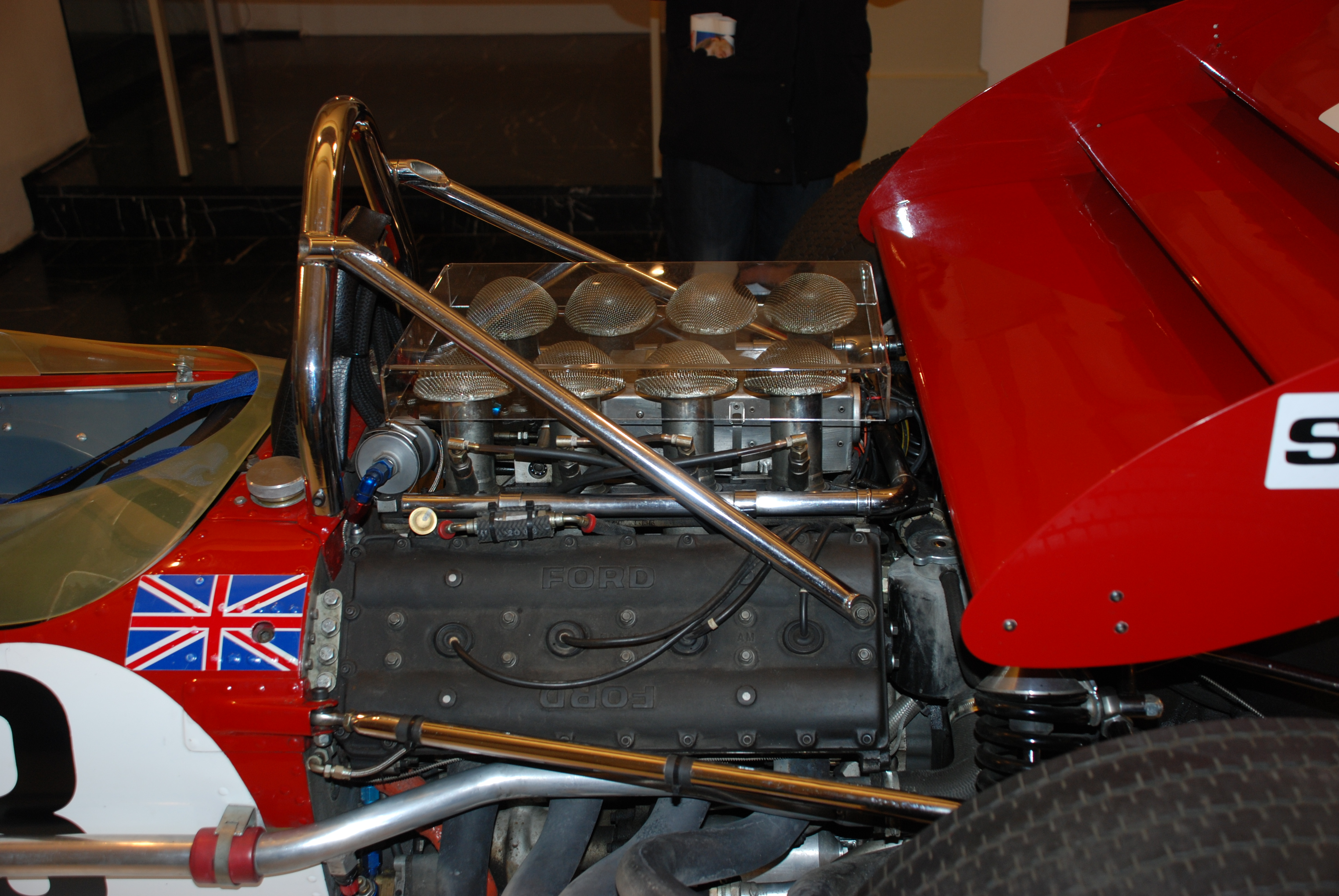
O Motor Ford Cosworth DFV 3.0 V8 em um Lotus 49.

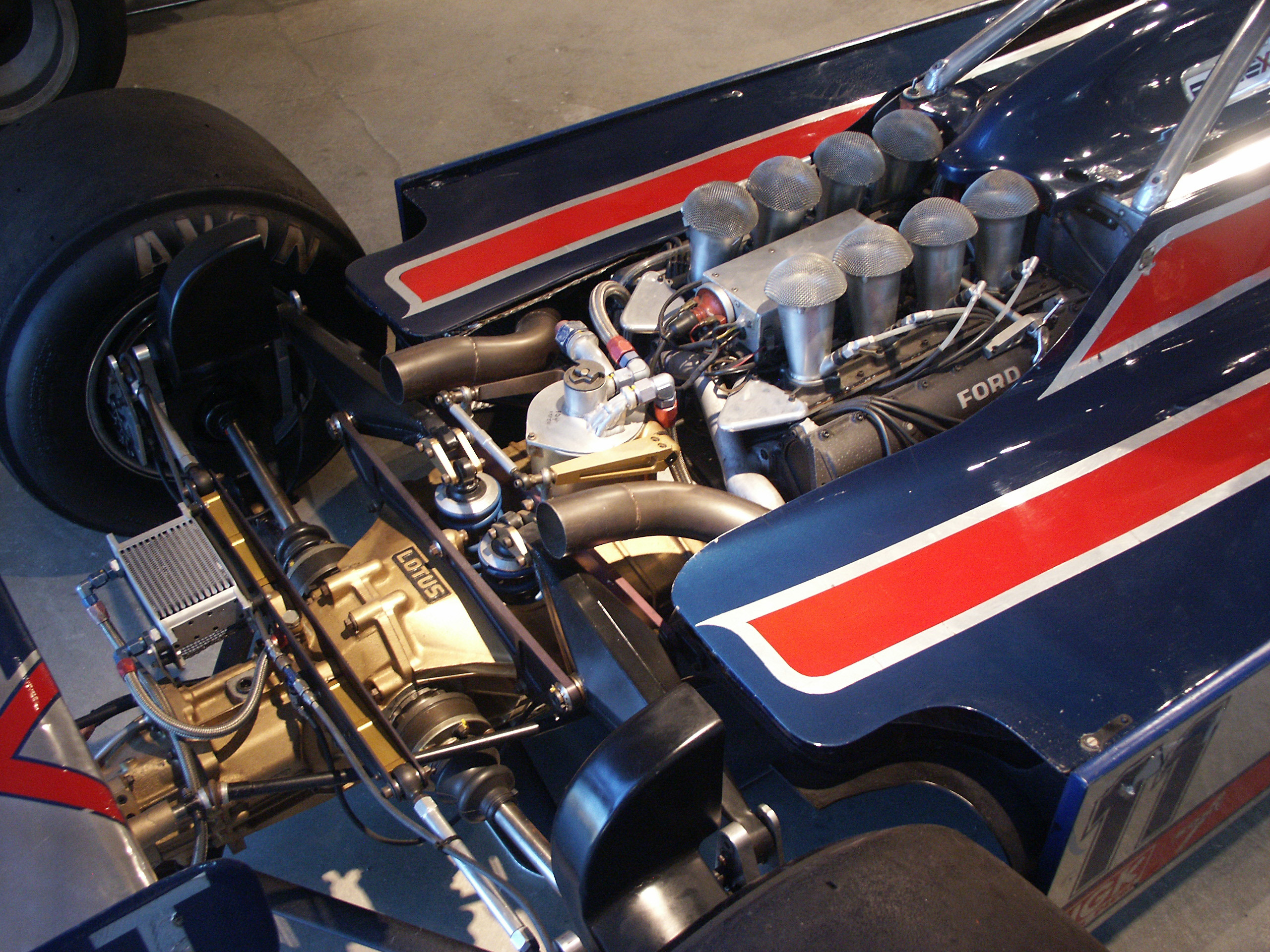
O Motor Ford Cosworth DFV 3.0 V8 em um Lotus 81.

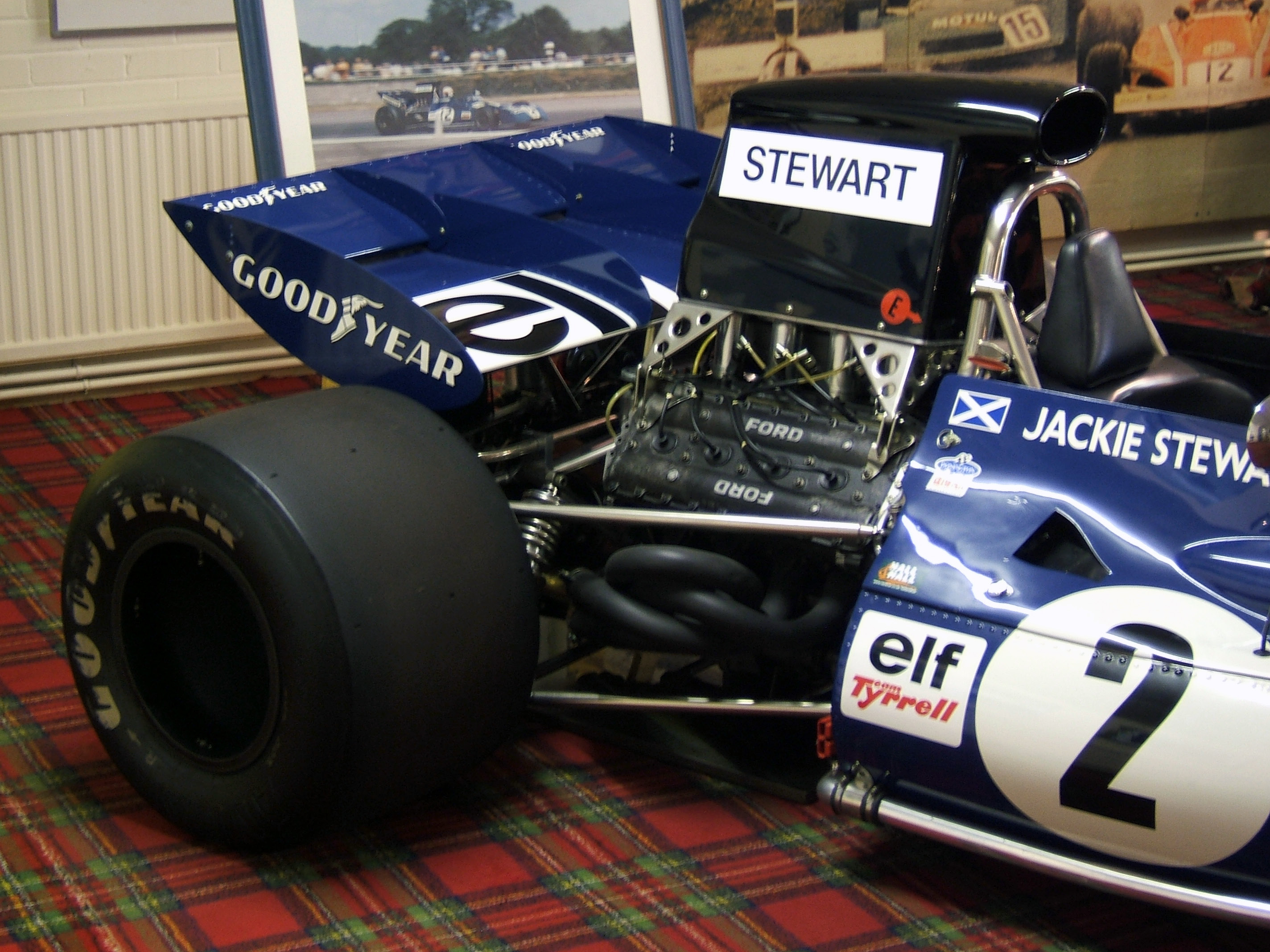
O Motor Ford Cosworth DFV 3.0 V8 em uma Tyrrell 003.

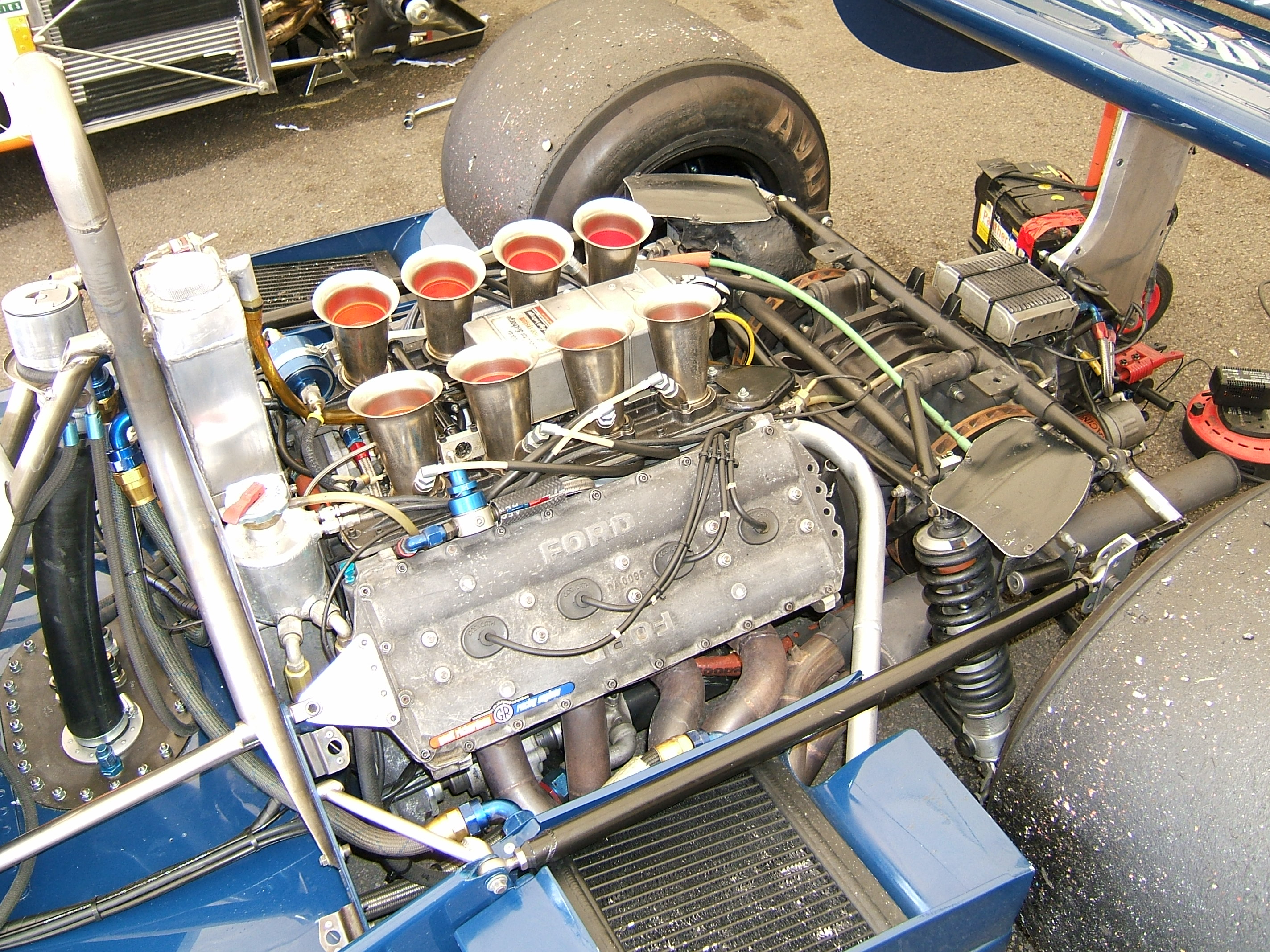
O Motor Ford Cosworth DFV 3.0 V8 em uma Tyrrell 008.

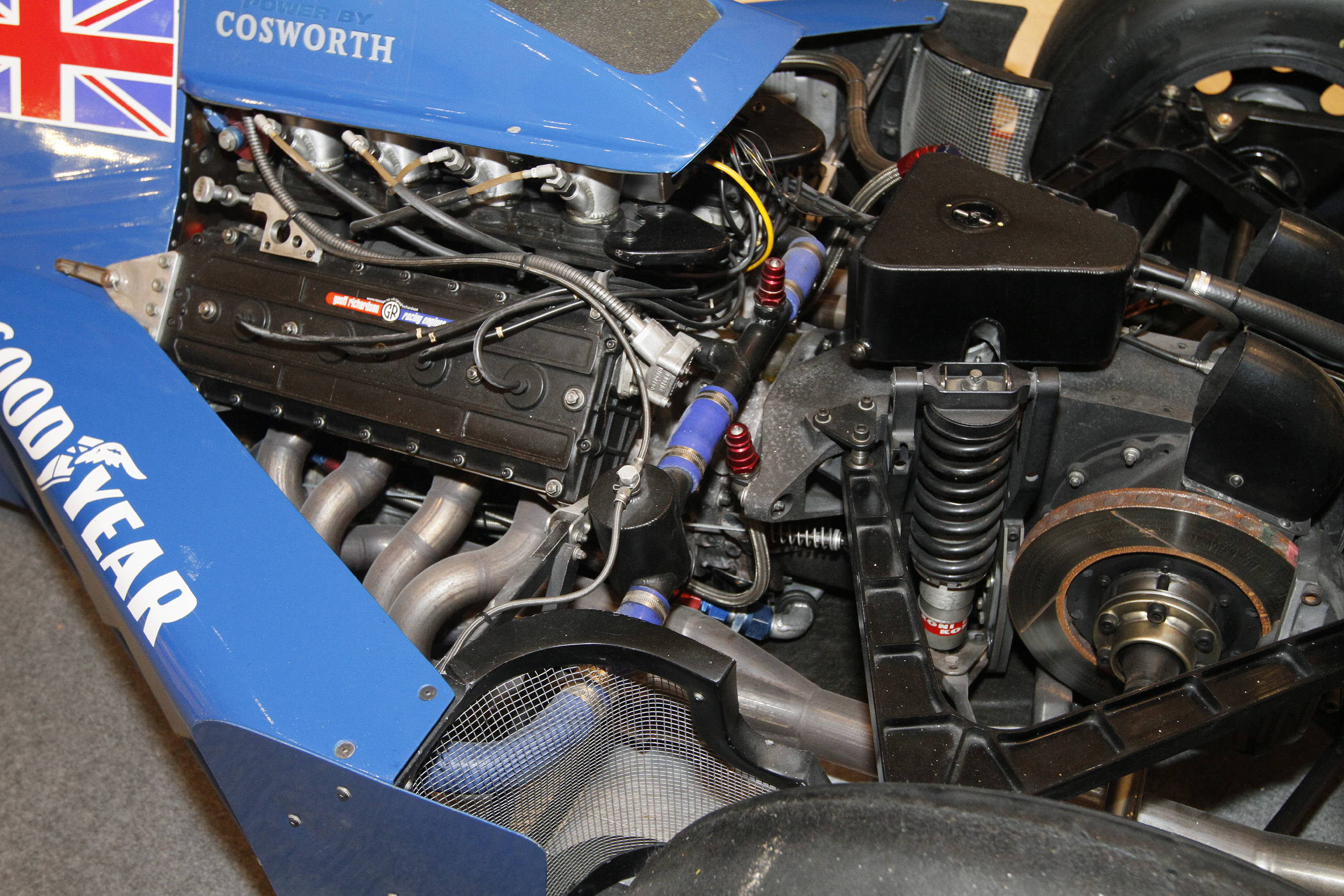
O Motor Ford Cosworth DFY 3.0 V8 em uma Tyrrell 012.

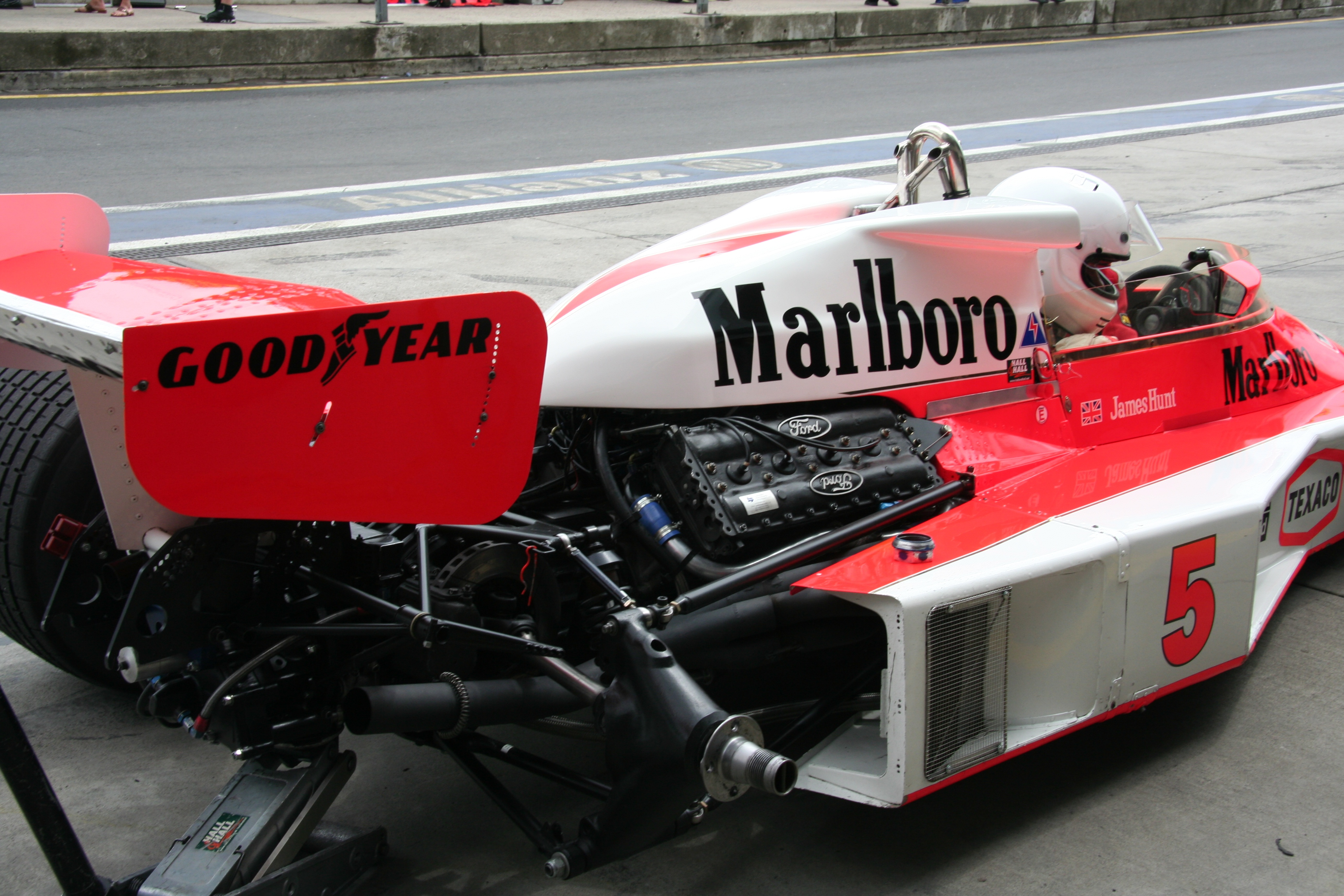
O Motor Ford Cosworth DFV 3.0 V8 em uma McLaren M23.

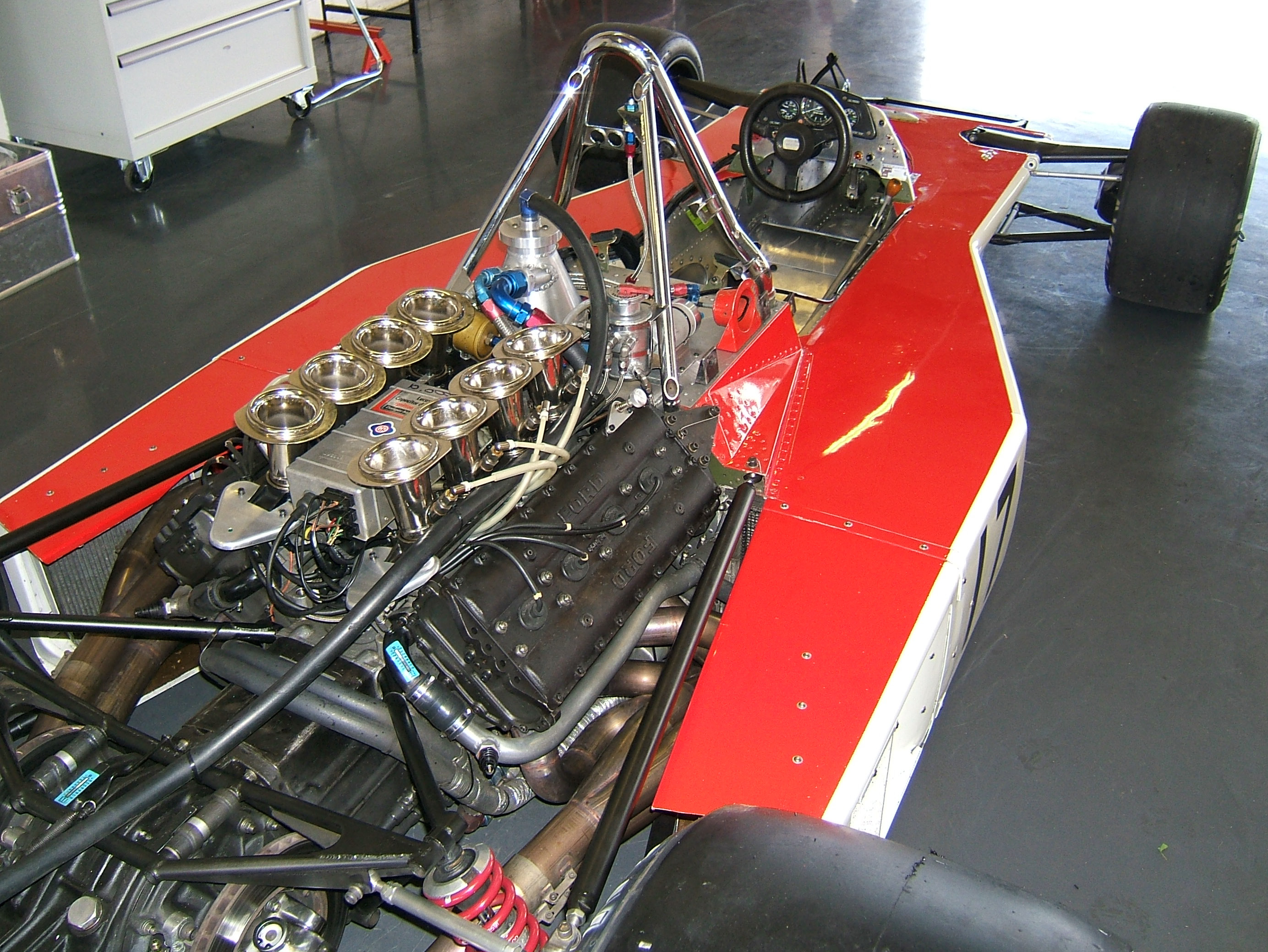
O Motor Ford Cosworth DFV 3.0 V8 em uma McLaren M23.

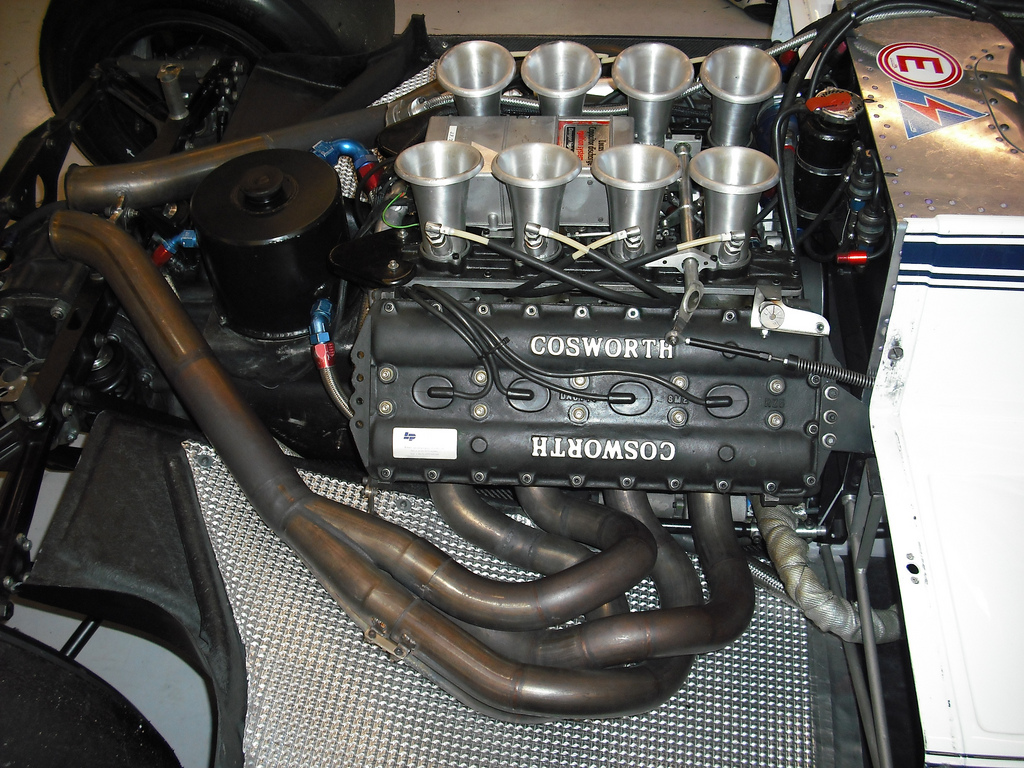
O Motor Ford Cosworth DFV 3.0 V8 em uma Brabham BT49.

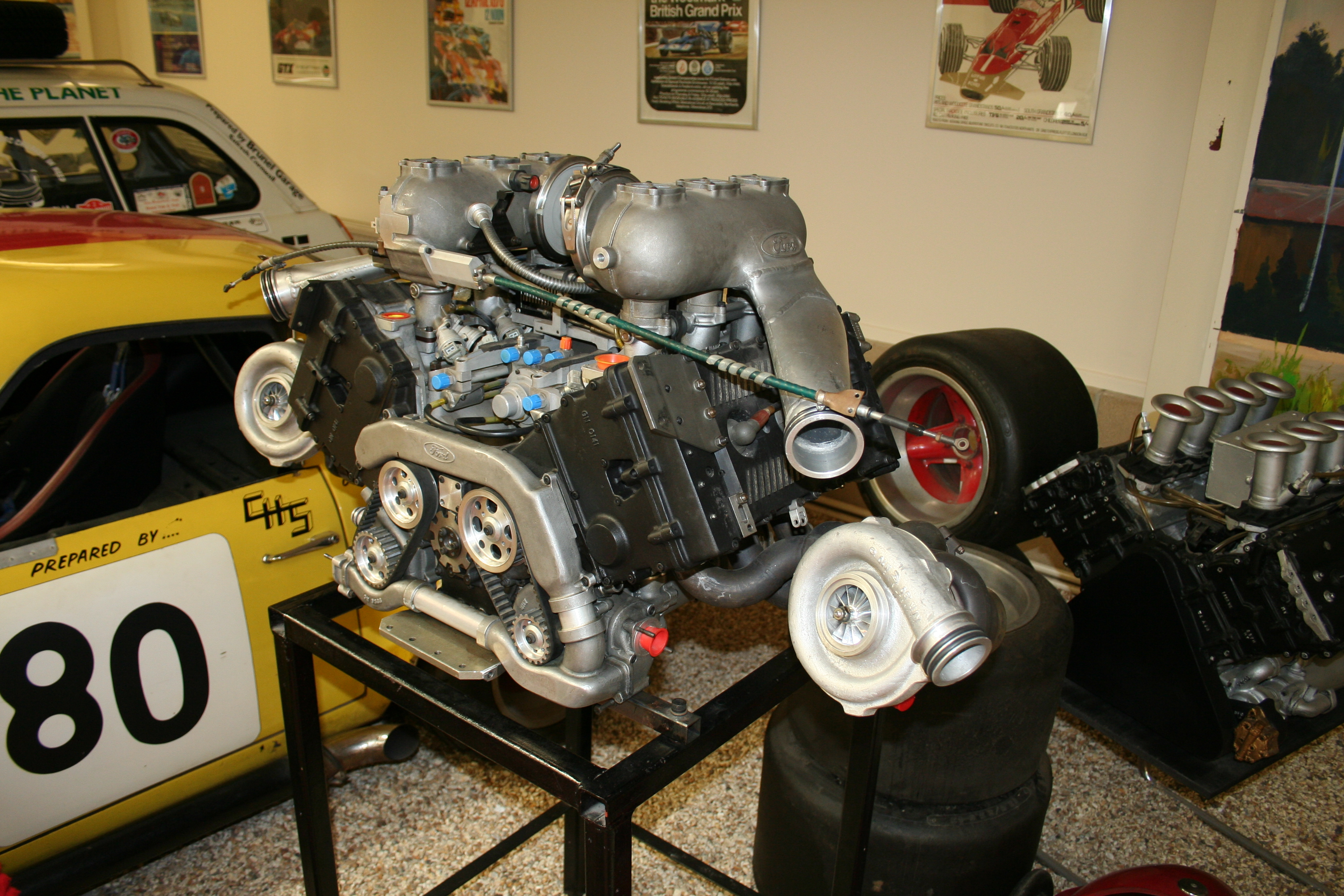
O motor Ford Cosworth GBA V6 Turbo, que equipou as equipes Haas Lola e Benetton entre 1986 e 1987.

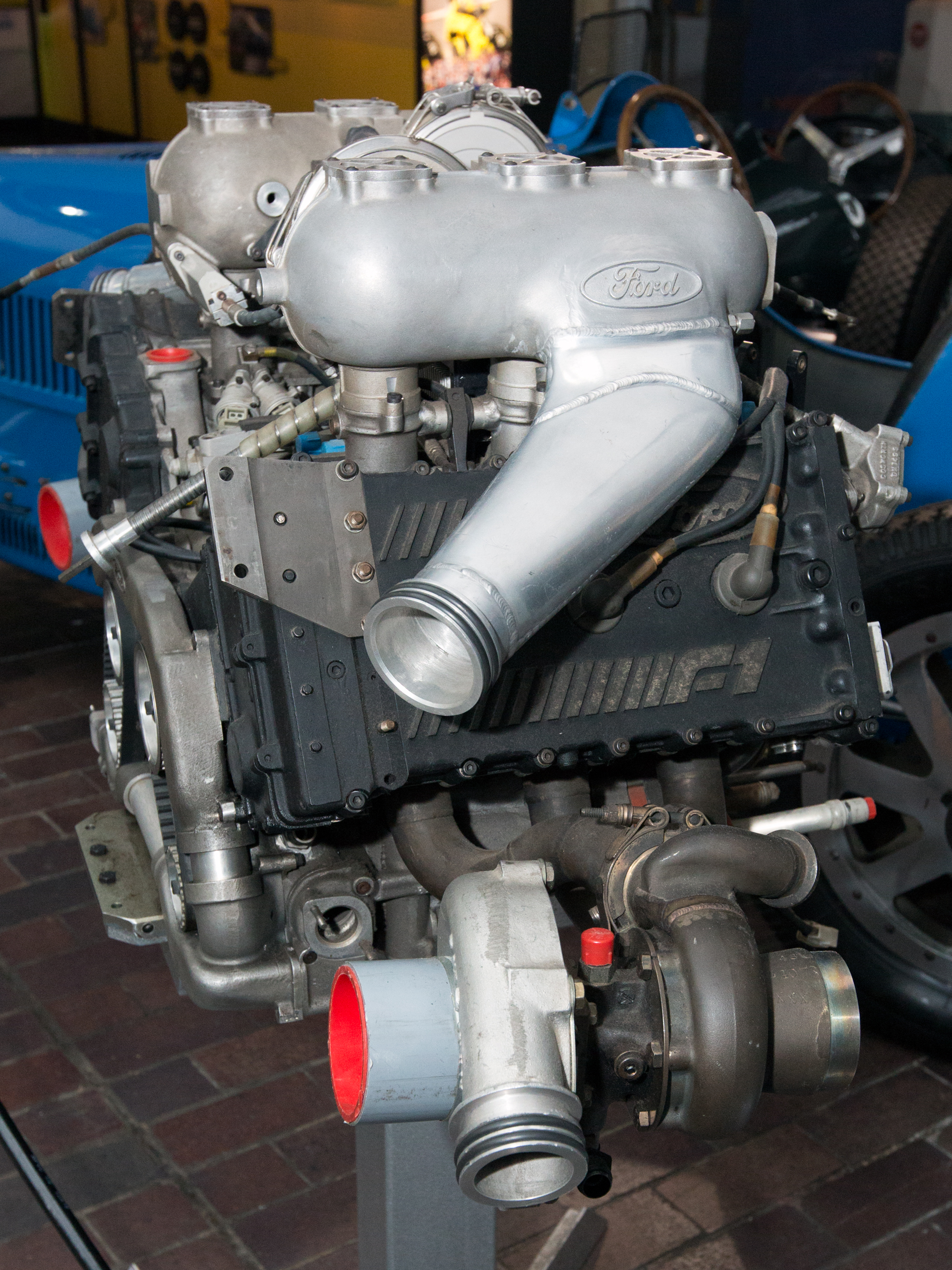
Ford Cosworth GBA

Os motores Cosworth conquistaram treze títulos do Campeonato de Pilotos e dez do Campeonato de Construtores na Fórmula 1.
A história dos motores Cosworth na Fórmula 1 começou em 1963. Porém, o sucesso começou em 1967 após a empresa, com a ajuda de Colin Chapman, convencer a Ford a adquirir os direitos do projeto de seu motor e assinar um contrato de desenvolvimento — incluindo uma versão de oito cilindros, que resultou no DFV, que dominou a Fórmula 1 por muitos anos. A partir desta época, a Cosworth foi apoiada pela Ford por vários anos, e muitos dos projetos Cosworth eram propriedade da Ford e nomeados como motores Ford sob contratos similares. Após mais de três décadas de parceria, a Ford comprou a Cosworth em 1998, mas acabou vendendo a empresa em 15 de novembro de 2004 para os donos da extinta Champ Car.

## História
A Cosworth forneceu motores durante dois períodos distintos na Fórmula 1.

### Primeira fase
Quando a Ford decidiu fazer suas primeiras investidas na Fórmula 1, que já era o maior laboratório tecnológico do automobilismo. Ainda era uma época em que os motores eram construídos por pequenas oficinas — quase laboratórios — com pouca participação de grandes empresas. Com isso, a gigante estadunidense preferiu não entrar sozinha na categoria e decidiu se associar a um desses pequenos laboratórios para adaptar seu trabalho na Fórmula 1. Esse trabalho foi feito pela Cosworth, que foi fundada pela dupla de engenheiros britânicos Mike Costin e Keith Duckworth em 1958.
As primeiras iniciativas foram tímidas e apenas a título de pesquisa. Em 1963, quando o regulamento da categoria restringia a capacidade do motor a até 1.500 cc, a empresa esteve presente no GP dos Estados Unidos. No ano seguinte disputou a corrida da Grã-Bretanha e em 1965 teve mais uma participação, no GP da África do Sul.
Em 1966, a Ford decidiu financiar o desenvolvimento pela Cosworth de um novo motor para a Fórmula 1, o Ford Cosworth DFV 3.0 V8 (405 hp), para a equipe Lotus na temporada 1967, que conquistou o segundo lugar no campeonato de construtores, chamando a atenção de outras equipes para os poderosos motores. Já na temporada seguinte (1968) conquista o Título de Pilotos, com Graham Hill e o Título de Construtores com a Lotus. Os motores DFV conquistam todos os títulos até a temporada 1974 (460 hp).
Após seu auge na Fórmula 1, conquista mais seis Campeonatos de Pilotos (1976, 1978, 1980, 1981, 1982, 1994 (ZETEC-R com 750 hp)) e três campeonatos de Construtores (1978, 1980, 1981) (nessa época com potência em torno de 490 hp).

### Segunda fase
A Cosworth retorna a Fórmula 1 na temporada 2010 fornecendo o Cosworth CA2010 2.4 V8 (aproximadamente 730 hp) para quatro equipes: Williams, Lotus Racing, Hispania e Virgin, sem nunca conquistar bons resultados. 
Coube à equipe de Grove o único momento de sucesso da temporada. E foi o estreante Nico Hülkenberg o responsável. Com uma performance assombrosa no tumultuado e chuvoso treino classificatório para o GP do Brasil ― o penúltimo daquele ano ―, o alemão conseguiu a posição de honra do grid para a corrida brasileira, a bordo do Williams FW32, empurrado pelo Cosworth CA2010. Foi também a primeira e única pole da história da fábrica desde que entrou na F1 de forma independente, em 2005. 
Para a temporada 2012 forneceu motores para duas equipes: Hispania e Marussia. 
Em 2013, a fabricante inglesa forneceu apenas para a Marussia, o última ano da era dos motores V8.
Apesar dos esforços em tentar construir o V6 Turbo que representa a grande virada no regulamento da Fórmula 1 para 2014, a Cosworth se viu impedida de levar o projeto adiante em meio a rumores de complicações financeiras e venda. Os acionistas da empresa também não encontraram parcerias comerciais suficientemente seguras para justificar o grande investimento no próximo ano. Além disso, o evidente alto orçamento para o desenvolvimento contínuo do propulsor foi a principal justificativa da marca, que acabou por desistir de permanecer na categoria. 

## Fornecimento de Motores
| 1963                                | Canadian Stebro Racing    | Ford 109E 1.5 L4                                    |
| 1963                                | Ted Lanfear               | Ford 109E 1.5 L4                                    |
| 1963                                | David Prophet             | Ford 109E 1.5 L4                                    |
| 1964                                | Bob Gerard Racing         | Ford 109E 1.5 L4                                    |
| 1964                                | John Willment Automobiles | Ford 109E 1.5 L4                                    |
| 1965                                | John Willment Automobiles | Ford 109E 1.5 L4                                    |
| 1965                                | David Prophet Racing      | Ford 109E 1.5 L4                                    |
| 1967                                | Lotus                     | Ford Cosworth DFV 3.0 V8                            |
| 1967                                | Matra                     | Ford Cosworth FVA L4 1.6                            |
| 1968                                | Lotus                     | Ford Cosworth DFV 3.0 V8                            |
| 1968                                | McLaren                   | Ford Cosworth DFV 3.0 V8                            |
| 1968                                | Matra                     | Ford Cosworth DFV 3.0 V8 Ford Cosworth FVA L4 1.6   |
| 1969                                | Lotus                     | Ford Cosworth DFV 3.0 V8                            |
| 1969                                | Brabham                   | Ford Cosworth DFV 3.0 V8                            |
| 1969                                | McLaren                   | Ford Cosworth DFV 3.0 V8                            |
| 1969                                | Matra                     | Ford Cosworth DFV 3.0 V8                            |
| 1970                                | Brabham                   | Ford Cosworth DFV 3.0 V8                            |
| 1970                                | Lotus                     | Ford Cosworth DFV 3.0 V8                            |
| 1970                                | March                     | Ford Cosworth DFV 3.0 V8                            |
| 1970                                | McLaren                   | Ford Cosworth DFV 3.0 V8                            |
| 1970                                | Surtees                   | Ford Cosworth DFV 3.0 V8                            |
| 1970                                | Tyrrell                   | Ford Cosworth DFV 3.0 V8                            |
| 1970                                | De Tomaso                 | Ford Cosworth DFV 3.0 V8                            |
| 1970                                | Bellasi                   | Ford Cosworth DFV 3.0 V8                            |
| 1971                                | Lotus                     | Ford Cosworth DFV 3.0 V8                            |
| 1971                                | Tyrrell                   | Ford Cosworth DFV 3.0 V8                            |
| 1971                                | March                     | Ford Cosworth DFV 3.0 V8                            |
| 1971                                | McLaren                   | Ford Cosworth DFV 3.0 V8                            |
| 1971                                | Surtees                   | Ford Cosworth DFV 3.0 V8                            |
| 1971                                | Brabham                   | Ford Cosworth DFV 3.0 V8                            |
| 1971                                | Bellasi                   | Ford Cosworth DFV 3.0 V8                            |
| 1972                                | Tyrrell                   | Ford Cosworth DFV 3.0 V8                            |
| 1972                                | Lotus                     | Ford Cosworth DFV 3.0 V8                            |
| 1972                                | McLaren                   | Ford Cosworth DFV 3.0 V8                            |
| 1972                                | Surtees                   | Ford Cosworth DFV 3.0 V8                            |
| 1972                                | March                     | Ford Cosworth DFV 3.0 V8                            |
| 1972                                | Brabham                   | Ford Cosworth DFV 3.0 V8                            |
| 1972                                | Politoys                  | Ford Cosworth DFV 3.0 V8                            |
| 1972                                | Connew                    | Ford Cosworth DFV 3.0 V8                            |
| 1973                                | Lotus                     | Ford Cosworth DFV 3.0 V8                            |
| 1973                                | Tyrrell                   | Ford Cosworth DFV 3.0 V8                            |
| 1973                                | McLaren                   | Ford Cosworth DFV 3.0 V8                            |
| 1973                                | Brabham                   | Ford Cosworth DFV 3.0 V8                            |
| 1973                                | March                     | Ford Cosworth DFV 3.0 V8                            |
| 1973                                | Shadow                    | Ford Cosworth DFV 3.0 V8                            |
| 1973                                | Surtees                   | Ford Cosworth DFV 3.0 V8                            |
| 1973                                | Iso-Marlboro              | Ford Cosworth DFV 3.0 V8                            |
| 1973                                | Ensign                    | Ford Cosworth DFV 3.0 V8                            |
| 1974                                | Tyrrell                   | Ford Cosworth DFV 3.0 V8                            |
| 1974                                | McLaren                   | Ford Cosworth DFV 3.0 V8                            |
| 1974                                | Lotus                     | Ford Cosworth DFV 3.0 V8                            |
| 1974                                | Brabham                   | Ford Cosworth DFV 3.0 V8                            |
| 1974                                | Hesketh                   | Ford Cosworth DFV 3.0 V8                            |
| 1974                                | Shadow                    | Ford Cosworth DFV 3.0 V8                            |
| 1974                                | March                     | Ford Cosworth DFV 3.0 V8                            |
| 1974                                | Iso-Marlboro              | Ford Cosworth DFV 3.0 V8                            |
| 1974                                | Surtees                   | Ford Cosworth DFV 3.0 V8                            |
| 1974                                | Lola                      | Ford Cosworth DFV 3.0 V8                            |
| 1974                                | Ensign                    | Ford Cosworth DFV 3.0 V8                            |
| 1974                                | Token                     | Ford Cosworth DFV 3.0 V8                            |
| 1974                                | Trojan                    | Ford Cosworth DFV 3.0 V8                            |
| 1974                                | Lyncar                    | Ford Cosworth DFV 3.0 V8                            |
| 1974                                | Penske                    | Ford Cosworth DFV 3.0 V8                            |
| 1974                                | Parnelli                  | Ford Cosworth DFV 3.0 V8                            |
| 1974                                | Amon                      | Ford Cosworth DFV 3.0 V8                            |
| 1974                                | Maki                      | Ford Cosworth DFV 3.0 V8                            |
| 1975                                | McLaren                   | Ford Cosworth DFV 3.0 V8                            |
| 1975                                | Brabham                   | Ford Cosworth DFV 3.0 V8                            |
| 1975                                | Hesketh                   | Ford Cosworth DFV 3.0 V8                            |
| 1975                                | Tyrrell                   | Ford Cosworth DFV 3.0 V8                            |
| 1975                                | Shadow                    | Ford Cosworth DFV 3.0 V8                            |
| 1975                                | Lotus                     | Ford Cosworth DFV 3.0 V8                            |
| 1975                                | March                     | Ford Cosworth DFV 3.0 V8                            |
| 1975                                | Williams RC               | Ford Cosworth DFV 3.0 V8                            |
| 1975                                | Hill                      | Ford Cosworth DFV 3.0 V8                            |
| 1975                                | Ensign                    | Ford Cosworth DFV 3.0 V8                            |
| 1975                                | Surtees                   | Ford Cosworth DFV 3.0 V8                            |
| 1975                                | Lyncar                    | Ford Cosworth DFV 3.0 V8                            |
| 1975                                | Lola                      | Ford Cosworth DFV 3.0 V8                            |
| 1975                                | Penske                    | Ford Cosworth DFV 3.0 V8                            |
| 1975                                | Parnelli                  | Ford Cosworth DFV 3.0 V8                            |
| 1975                                | Fittipaldi                | Ford Cosworth DFV 3.0 V8                            |
| 1975                                | Maki                      | Ford Cosworth DFV 3.0 V8                            |
| 1976                                | McLaren                   | Ford Cosworth DFV 3.0 V8                            |
| 1976                                | Tyrrell                   | Ford Cosworth DFV 3.0 V8                            |
| 1976                                | Lotus                     | Ford Cosworth DFV 3.0 V8                            |
| 1976                                | March                     | Ford Cosworth DFV 3.0 V8                            |
| 1976                                | Shadow                    | Ford Cosworth DFV 3.0 V8                            |
| 1976                                | Surtees                   | Ford Cosworth DFV 3.0 V8                            |
| 1976                                | Ensign                    | Ford Cosworth DFV 3.0 V8                            |
| 1976                                | Brabham                   | Ford Cosworth DFV 3.0 V8                            |
| 1976                                | Williams RC               | Ford Cosworth DFV 3.0 V8                            |
| 1976                                | Hesketh                   | Ford Cosworth DFV 3.0 V8                            |
| 1976                                | Boro                      | Ford Cosworth DFV 3.0 V8                            |
| 1976                                | Penske                    | Ford Cosworth DFV 3.0 V8                            |
| 1976                                | Parnelli                  | Ford Cosworth DFV 3.0 V8                            |
| 1976                                | Wolf-Williams             | Ford Cosworth DFV 3.0 V8                            |
| 1976                                | Fittipaldi                | Ford Cosworth DFV 3.0 V8                            |
| 1976                                | Kojima                    | Ford Cosworth DFV 3.0 V8                            |
| 1976                                | Maki                      | Ford Cosworth DFV 3.0 V8                            |
| 1977                                | McLaren                   | Ford Cosworth DFV 3.0 V8                            |
| 1977                                | Lotus                     | Ford Cosworth DFV 3.0 V8                            |
| 1977                                | Tyrrell                   | Ford Cosworth DFV 3.0 V8                            |
| 1977                                | Shadow                    | Ford Cosworth DFV 3.0 V8                            |
| 1977                                | Ensign                    | Ford Cosworth DFV 3.0 V8                            |
| 1977                                | Surtees                   | Ford Cosworth DFV 3.0 V8                            |
| 1977                                | March                     | Ford Cosworth DFV 3.0 V8                            |
| 1977                                | Hesketh                   | Ford Cosworth DFV 3.0 V8                            |
| 1977                                | LEC                       | Ford Cosworth DFV 3.0 V8                            |
| 1977                                | Boro                      | Ford Cosworth DFV 3.0 V8                            |
| 1977                                | Apollon                   | Ford Cosworth DFV 3.0 V8                            |
| 1977                                | Wolf                      | Ford Cosworth DFV 3.0 V8                            |
| 1977                                | Penske                    | Ford Cosworth DFV 3.0 V8                            |
| 1977                                | Fittipaldi                | Ford Cosworth DFV 3.0 V8                            |
| 1977                                | McGuire                   | Ford Cosworth DFV 3.0 V8                            |
| 1977                                | Kojima                    | Ford Cosworth DFV 3.0 V8                            |
| 1978                                | Lotus                     | Ford Cosworth DFV 3.0 V8                            |
| 1978                                | Tyrrell                   | Ford Cosworth DFV 3.0 V8                            |
| 1978                                | McLaren                   | Ford Cosworth DFV 3.0 V8                            |
| 1978                                | Williams                  | Ford Cosworth DFV 3.0 V8                            |
| 1978                                | Arrows                    | Ford Cosworth DFV 3.0 V8                            |
| 1978                                | Shadow                    | Ford Cosworth DFV 3.0 V8                            |
| 1978                                | Surtees                   | Ford Cosworth DFV 3.0 V8                            |
| 1978                                | Ensign                    | Ford Cosworth DFV 3.0 V8                            |
| 1978                                | Hesketh                   | Ford Cosworth DFV 3.0 V8                            |
| 1978                                | ATS                       | Ford Cosworth DFV 3.0 V8                            |
| 1978                                | Martini                   | Ford Cosworth DFV 3.0 V8                            |
| 1978                                | Merzario                  | Ford Cosworth DFV 3.0 V8                            |
| 1978                                | Wolf                      | Ford Cosworth DFV 3.0 V8                            |
| 1978                                | Fittipaldi                | Ford Cosworth DFV 3.0 V8                            |
| 1978                                | Theodore                  | Ford Cosworth DFV 3.0 V8                            |
| 1979                                | Lotus                     | Ford Cosworth DFV 3.0 V8                            |
| 1979                                | Williams                  | Ford Cosworth DFV 3.0 V8                            |
| 1979                                | Tyrrell                   | Ford Cosworth DFV 3.0 V8                            |
| 1979                                | McLaren                   | Ford Cosworth DFV 3.0 V8                            |
| 1979                                | Brabham                   | Ford Cosworth DFV 3.0 V8                            |
| 1979                                | Arrows                    | Ford Cosworth DFV 3.0 V8                            |
| 1979                                | Shadow                    | Ford Cosworth DFV 3.0 V8                            |
| 1979                                | Ensign                    | Ford Cosworth DFV 3.0 V8                            |
| 1979                                | ATS                       | Ford Cosworth DFV 3.0 V8                            |
| 1979                                | Kauhsen                   | Ford Cosworth DFV 3.0 V8                            |
| 1979                                | Ligier                    | Ford Cosworth DFV 3.0 V8                            |
| 1979                                | Merzario                  | Ford Cosworth DFV 3.0 V8                            |
| 1979                                | Rebaque                   | Ford Cosworth DFV 3.0 V8                            |
| 1979                                | Wolf                      | Ford Cosworth DFV 3.0 V8                            |
| 1979                                | Fittipaldi                | Ford Cosworth DFV 3.0 V8                            |
| 1980                                | Williams                  | Ford Cosworth DFV 3.0 V8                            |
| 1980                                | Brabham                   | Ford Cosworth DFV 3.0 V8                            |
| 1980                                | Lotus                     | Ford Cosworth DFV 3.0 V8                            |
| 1980                                | Tyrrell                   | Ford Cosworth DFV 3.0 V8                            |
| 1980                                | Arrows                    | Ford Cosworth DFV 3.0 V8                            |
| 1980                                | McLaren                   | Ford Cosworth DFV 3.0 V8                            |
| 1980                                | Shadow                    | Ford Cosworth DFV 3.0 V8                            |
| 1980                                | Ensign                    | Ford Cosworth DFV 3.0 V8                            |
| 1980                                | Ligier                    | Ford Cosworth DFV 3.0 V8                            |
| 1980                                | ATS                       | Ford Cosworth DFV 3.0 V8                            |
| 1980                                | Osella                    | Ford Cosworth DFV 3.0 V8                            |
| 1980                                | Fittipaldi                | Ford Cosworth DFV 3.0 V8                            |
| 1981                                | Williams                  | Ford Cosworth DFV 3.0 V8                            |
| 1981                                | Brabham                   | Ford Cosworth DFV 3.0 V8                            |
| 1981                                | McLaren                   | Ford Cosworth DFV 3.0 V8                            |
| 1981                                | Lotus                     | Ford Cosworth DFV 3.0 V8                            |
| 1981                                | Arrows                    | Ford Cosworth DFV 3.0 V8                            |
| 1981                                | Tyrrell                   | Ford Cosworth DFV 3.0 V8                            |
| 1981                                | Ensign                    | Ford Cosworth DFV 3.0 V8                            |
| 1981                                | March                     | Ford Cosworth DFV 3.0 V8                            |
| 1981                                | ATS                       | Ford Cosworth DFV 3.0 V8                            |
| 1981                                | Fittipaldi                | Ford Cosworth DFV 3.0 V8                            |
| 1981                                | Osella                    | Ford Cosworth DFV 3.0 V8                            |
| 1981                                | Theodore                  | Ford Cosworth DFV 3.0 V8                            |
| 1982                                | Williams                  | Ford Cosworth DFV 3.0 V8                            |
| 1982                                | McLaren                   | Ford Cosworth DFV 3.0 V8                            |
| 1982                                | Brabham                   | Ford Cosworth DFV 3.0 V8                            |
| 1982                                | Lotus                     | Ford Cosworth DFV 3.0 V8                            |
| 1982                                | Tyrrell                   | Ford Cosworth DFV 3.0 V8                            |
| 1982                                | Arrows                    | Ford Cosworth DFV 3.0 V8                            |
| 1982                                | ATS                       | Ford Cosworth DFV 3.0 V8                            |
| 1982                                | Osella                    | Ford Cosworth DFV 3.0 V8                            |
| 1982                                | Fittipaldi                | Ford Cosworth DFV 3.0 V8                            |
| 1982                                | March                     | Ford Cosworth DFV 3.0 V8                            |
| 1982                                | Ensign                    | Ford Cosworth DFV 3.0 V8                            |
| 1982                                | Theodore                  | Ford Cosworth DFV 3.0 V8                            |
| 1983                                | Williams                  | Ford Cosworth DFV 3.0 V8 Ford Cosworth DFY 3.0 V8   |
| 1983                                | Tyrrell                   | Ford Cosworth DFV 3.0 V8 Ford Cosworth DFY 3.0 V8   |
| 1983                                | McLaren                   | Ford Cosworth DFV 3.0 V8 Ford Cosworth DFY 3.0 V8   |
| 1983                                | Lotus                     | Ford Cosworth DFV 3.0 V8                            |
| 1983                                | Arrows                    | Ford Cosworth DFV 3.0 V8                            |
| 1983                                | RAM                       | Ford Cosworth DFV 3.0 V8                            |
| 1983                                | Ligier                    | Ford Cosworth DFV 3.0 V8                            |
| 1983                                | Osella                    | Ford Cosworth DFV 3.0 V8                            |
| 1983                                | Theodore                  | Ford Cosworth DFV 3.0 V8                            |
| 1984                                | Tyrrell                   | Ford Cosworth DFY 3.0 V8                            |
| 1984                                | Arrows                    | Ford Cosworth DFV 3.0 V8                            |
| 1984                                | Spirit                    | Ford Cosworth DFV 3.0 V8                            |
| 1985                                | Tyrrell                   | Ford Cosworth DFY 3.0 V8                            |
| 1985                                | Minardi                   | Ford Cosworth DFV 3.0 V8                            |
| 1986                                | Haas Lola                 | Ford GBA 1.5 V6 Turbo                               |
| 1987                                | Tyrrell                   | Ford Cosworth DFZ 3.5 V8                            |
| 1987                                | Lola                      | Ford Cosworth DFZ 3.5 V8                            |
| 1987                                | March                     | Ford Cosworth DFZ 3.5 V8                            |
| 1987                                | Benetton                  | Ford GBA 1.5 V6 Turbo                               |
| 1987                                | AGS                       | Ford Cosworth DFZ 3.5 V8                            |
| 1987                                | Coloni                    | Ford Cosworth DFZ 3.5 V8                            |
| 1988                                | Benetton                  | Ford Cosworth DFR 3.5 V8                            |
| 1988                                | Minardi                   | Ford Cosworth DFV 3.0 V8                            |
| 1988                                | Dallara                   | Ford Cosworth DFV 3.0 V8                            |
| 1988                                | Coloni                    | Ford Cosworth DFZ 3.5 V8                            |
| 1988                                | Euro Brun                 | Ford Cosworth DFZ 3.5 V8                            |
| 1988                                | Tyrrell                   | Ford Cosworth DFZ 3.5 V8                            |
| 1988                                | Lola                      | Ford Cosworth DFZ 3.5 V8                            |
| 1988                                | Rial                      | Ford Cosworth DFZ 3.5 V8                            |
| 1988                                | AGS                       | Ford Cosworth DFZ 3.5 V8                            |
| 1989                                | Benetton                  | Ford Cosworth DFR 3.5 V8 Ford HBA1 3.5 V8           |
| 1989                                | Minardi                   | Ford Cosworth DFR 3.5 V8                            |
| 1989                                | Dallara                   | Ford Cosworth DFR 3.5 V8                            |
| 1989                                | Osella                    | Ford Cosworth DFR 3.5 V8                            |
| 1989                                | Coloni                    | Ford Cosworth DFR 3.5 V8                            |
| 1989                                | Tyrrell                   | Ford Cosworth DFR 3.5 V8                            |
| 1989                                | Arrows                    | Ford Cosworth DFR 3.5 V8                            |
| 1989                                | Onyx                      | Ford Cosworth DFR 3.5 V8                            |
| 1989                                | Ligier                    | Ford Cosworth DFR 3.5 V8                            |
| 1989                                | AGS                       | Ford Cosworth DFR 3.5 V8                            |
| 1989                                | Rial                      | Ford Cosworth DFR 3.5 V8                            |
| 1990                                | Benetton                  | Ford HBA4 3.5 V8                                    |
| 1990                                | Minardi                   | Ford Cosworth DFR 3.5 V8                            |
| 1990                                | Dallara                   | Ford Cosworth DFR 3.5 V8                            |
| 1990                                | Osella                    | Ford Cosworth DFR 3.5 V8                            |
| 1990                                | Coloni                    | Ford Cosworth DFZ 3.5 V8                            |
| 1990                                | Tyrrell                   | Ford Cosworth DFR 3.5 V8                            |
| 1990                                | Arrows                    | Ford Cosworth DFR 3.5 V8                            |
| 1990                                | Onyx                      | Ford Cosworth DFR 3.5 V8                            |
| 1990                                | Ligier                    | Ford Cosworth DFZ 3.5 V8                            |
| 1990                                | AGS                       | Ford Cosworth DFR 3.5 V8                            |
| 1991                                | Benetton                  | Ford HBA5 3.5 V8                                    |
| 1991                                | Jordan                    | Ford HBA4 3.5 V8                                    |
| 1991                                | Fondmetal                 | Ford Cosworth DFR 3.5 V8                            |
| 1991                                | Coloni                    | Ford Cosworth DFZ 3.5 V8                            |
| 1991                                | Lola                      | Ford Cosworth DFR 3.5 V8                            |
| 1991                                | Footwork                  | Ford Cosworth DFR 3.5 V8                            |
| 1991                                | AGS                       | Ford Cosworth DFR 3.5 V8                            |
| 1992                                | Benetton                  | Ford HBA5 3.5 V8                                    |
| 1992                                | Fondmetal                 | Ford HBA5 3.5 V8                                    |
| 1992                                | Lotus                     | Ford HBA5 3.5 V8                                    |
| 1993                                | Benetton                  | Ford HBA7 3.5 V8 Ford HBA8 3.5 V8                   |
| 1993                                | McLaren                   | Ford HBA7 3.5 V8                                    |
| 1993                                | Minardi                   | Ford HBC6 3.5 V8                                    |
| 1993                                | Lotus                     | Ford HBD6 3.5 V8                                    |
| 1994                                | Benetton                  | Ford ECA Zetec-R 3.5 V8                             |
| 1994                                | Minardi                   | Ford HBC7 3.5 V8 Ford HBC8 3.5 V8                   |
| 1994                                | Footwork                  | Ford HBE7 3.5 V8 Ford HBE8 3.5 V8                   |
| 1994                                | Simtek                    | Ford HBD6 3.5 V8                                    |
| 1994                                | Larrousse                 | Ford HBF7 3.5 V8 Ford HBF8 3.5 V8                   |
| 1995                                | Simtek                    | Ford EDB 3.0 V8                                     |
| 1995                                | Pacific                   | Ford EDC 3.0 V8                                     |
| 1995                                | Minardi                   | Ford EDM 3.0 V8                                     |
| 1995                                | Forti                     | Ford EDD 3.0 V8                                     |
| 1995                                | Larrousse                 | Ford EDD 3.0 V8                                     |
| 1995                                | Sauber                    | Ford ECA Zetec-R 3.0 V8                             |
| 1996                                | Minardi                   | Ford EDM2 3.0 V8 Ford EDM3 3.0 V8                   |
| 1996                                | Forti                     | Ford ECA Zetec-R 3.0 V10                            |
| 1996                                | Sauber                    | Ford JD Zetec-R 3.0 V10                             |
| 1997                                | Tyrrell                   | Ford ED4 3.0 V8 Ford ED5 3.0 V8                     |
| 1997                                | Lola                      | Ford ECA Zetec-R 3.0 V8                             |
| 1997                                | Stewart                   | Ford VJ Zetec-R 3.0 V10                             |
| 1998                                | Stewart                   | Ford VJ Zetec-R 3.0 V10                             |
| 1998                                | Tyrrell                   | Ford JD Zetec-R 3.0 V10                             |
| 1998                                | Minardi                   | Ford JD Zetec-R 3.0 V10                             |
| 1999                                | Stewart                   | Ford CR-1 3.0 V10                                   |
| 1999                                | Minardi                   | Ford VJM1 Zetec-R 3.0 V10 Ford VJM2 Zetec-R 3.0 V10 |
| 2000                                | Jaguar                    | Cosworth CR-2 3.0 V10                               |
| 2000                                | Minardi                   | Fondmetal VJ Zetec-R 3.0 V10                        |
| 2001                                | Jaguar                    | Cosworth CR-3 3.0 V10                               |
| 2002                                | Jaguar                    | Cosworth CR-3 3.0 V10 Cosworth CR-4 3.0 V10         |
| 2002                                | Arrows                    | Cosworth CR-3 3.0 V10 Cosworth CR-4 3.0 V10         |
| 2003                                | Jaguar                    | Cosworth CR-5 3.0 V10                               |
| 2003                                | Jordan                    | Ford RS1 3.0 V10                                    |
| 2003                                | Minardi                   | Cosworth CR-3 3.0 V10                               |
| 2004                                | Jaguar                    | Cosworth CR-6 3.0 V10                               |
| 2004                                | Jordan                    | Ford RS2 3.0 V10                                    |
| 2004                                | Minardi                   | Cosworth CR-3L 3.0 V10                              |
| 2005                                | Minardi                   | Cosworth CK2004 3.0 V10 Cosworth TJ2005 3.0 V10     |
| 2005                                | Red Bull                  | Cosworth TJ2005 3.0 V10                             |
| 2006                                | Williams                  | Cosworth CA2006 4 Series 2.4 V8                     |
| 2006                                | Toro Rosso                | Cosworth TJ2006 14 Series 3.0 V101                  |
| Não forneceu motores de 2007 a 2009 |                           |                                                     |
| 2010                                | Williams                  | Cosworth CA2010 2.4 V82                             |
| 2010                                | Virgin                    | Cosworth CA2010 2.4 V82                             |
| 2010                                | Lotus                     | Cosworth CA2010 2.4 V82                             |
| 2010                                | Hispania                  | Cosworth CA2010 2.4 V82                             |
| 2011                                | Williams                  | Cosworth CA2011 2.4 V82                             |
| 2011                                | Marussia Virgin           | Cosworth CA2011 2.4 V82                             |
| 2011                                | Hispania                  | Cosworth CA2011 2.4 V82                             |
| 2012                                | Hispania                  | Cosworth CA2012 2.4 V82                             |
| 2012                                | Marussia                  | Cosworth CA2012 2.4 V82                             |
| 2013                                | Marussia                  | Cosworth CA2013 2.4 V82                             |

## Títulos

### Campeonato de Pilotos[9]
| Ano  | Piloto             |
| ---- | ------------------ |
| 1968 | Graham Hill        |
| 1969 | Jackie Stewart     |
| 1970 | Jochen Rindt       |
| 1971 | Jackie Stewart     |
| 1972 | Emerson Fittipaldi |
| 1973 | Jackie Stewart     |
| 1974 | Emerson Fittipaldi |
| 1976 | James Hunt         |
| 1978 | Mario Andretti     |
| 1980 | Alan Jones         |
| 1981 | Nelson Piquet      |
| 1982 | Keke Rosberg       |
| 1994 | Michael Schumacher |

### Campeonato de Constutores[10]
| Ano  | Equipe   |
| ---- | -------- |
| 1968 | Lotus    |
| 1969 | Matra    |
| 1970 | Lotus    |
| 1971 | Tyrrell  |
| 1972 | Lotus    |
| 1973 | Lotus    |
| 1974 | McLaren  |
| 1978 | Lotus    |
| 1980 | Williams |
| 1981 | Williams |

## Números na Fórmula 1
- Vitórias: 176[11] (33,590%[12])
- Pole-Positions: 139[13] (26,530%[14])
- Voltas Mais Rápidas: 160[15]
- Triplos (Pole, Vitória e Volta Mais Rápida) 90[16] (não considerando os pilotos, apenas o motor)
- Pontos: 4.634,000[17]
- Pódiuns: 289[18]
- Grandes Prêmios: 524[19] (Todos os Carros: 5489[20])
- Grandes Prêmios com Pontos: 383[21]
- Largadas na Primeira Fila: 196[22]
- Posição Média no Grid: 14,420[23]
- Km na Liderança: 48.646,126 Km[24]
- Primeira Vitória: 10 Corrida[25]
- Primeira Pole Position: 10 Corridas[26]
- Não Qualificações: 241[27]
- Desqualificações: 54[28]
- Porcentagem de Motores Quebrados: 46,930%[29]